# کیت ۲۱۵۶
سیارک ۲۱۵۶ (به انگلیسی: 2156 Kate، نامگذاری:A917SH) دو هزار و صد و پنجاه و ششمین سیارک کشف شده‌است که در ۲۳ سپتامبر ۱۹۱۷ و در رصدخانه سایمیز کشف شد.
قدر مطلق سیارک برابر ۱۲٫۶۹ است.